# Atlanta Justice
Le Atlanta Justice sono state una franchigia di pallacanestro della NWBL, con sede ad Atlanta, in Georgia, attive tra il 2001 e il 2002.
Vinsero il campionato del 2001, battendo in finale le Birmingham Power per 90-75. Si sciolsero dopo il campionato del 2002.

## Stagioni
| Stagione | Lega | Denominazione   | V  | P  | %    | Piazzamento | Play-off   |
| -------- | ---- | --------------- | -- | -- | ---- | ----------- | ---------- |
| 2001     | NWBL | Atlanta Justice | 10 | 3  | 76,3 | 1º          | Campioni   |
| 2002     | NWBL | Atlanta Justice | 7  | 13 | 35,0 | 5º          | Semifinale |

## Palmarès
- National Women's Basketball League: 1

2001